# Hypericum annulatum
Hypericum annulatum är en johannesörtsväxtart. Hypericum annulatum ingår i släktet johannesörter, och familjen johannesörtsväxter.

## Underarter
Arten delas in i följande underarter:
- H. a. afromontanum
- H. a. annulatum
- H. a. intermedium